# Список главных тренеров сборной Англии по футболу

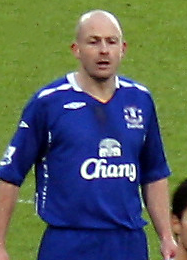
Ли Карсли, временный главный тренер сборной Англии по футболу

В этой статье представлен список главных тренеров сборной Англии по футболу, начиная с первого тренера Уолтера Уинтерботтома, назначенного на эту должность в мае 1947 года сразу после её учреждения. До учреждения должности главного тренера во главе сборной стоял Международный отборочный комитет (англ. International Selection Committee), в состав которого тренеров отбирала Футбольная ассоциация Англии, но который вместе с тем принимал окончательные решения по выставлению игроков на матчи. Должность главного тренера (в оригинале — «менеджера», англ. Manager) была учреждена секретарём Футбольной ассоциации сэром Стэнли Роузом после того, как Англия проиграла со счётом 1:0 сборной Швейцарии. Уинтерботтом, занимавший должность национального директора по тренерской работе (англ. National Director of coaching), стал первым менеджером (главным тренером) сборной Англии.
С этого момента на должности главного тренера сборной Англии по футболу побывали 19 человек, из них четверо были исполняющими обязанностями главного тренера: Джо Мерсер (7 матчей), Говард Уилкинсон (2 матча с интервалом в один год), Питер Тейлор (один матч) и Стюарт Пирс (один матч). По суммарному времени пребывания на должности главного тренера первое место занимает Уинтерботтом, который провёл в ранге главного тренера сборной около 16 лет, проведя с ней 139 матчей и приняв участие в четырёх чемпионатах мира. Единственным тренером, выигравшим крупный международный турнир со сборной Англии, является Альф Рамсей — главный тренер чемпионов мира 1966 года. Помимо Рамсея, только Гарет Саутгейт выводил сборную Англии в финал крупного турнира — на чемпионате Европы 2020. Четыре разных тренера останавливались с командой в полуфиналах: Рамсей на чемпионате Европы 1968, Бобби Робсон на чемпионате мира 1990, Терри Венейблс на чемпионате Европы 1996 и Саутгейт на чемпионате мира 2018.
В 2001 году впервые в истории сборной Англии её главным тренером стал иностранец: шведский специалист Свен-Ёран Эрикссон пришёл на эту должность, несмотря на возражения общественности. С ним сборная Англии трижды выходила в четвертьфинал чемпионатов мира 2002 и 2006 годов и чемпионата Европы 2004 года. Вторым иностранцем стал Фабио Капелло, сменивший Стива Макларена, который был уволен после непопадания Англии на чемпионат Европы 2008 года. Капелло и его команда на чемпионате мира 2010 года остановились на стадии 1/8 финала, однако Футбольная ассоциация решила продлить с Капелло контракт. Капелло в феврале 2012 года покинул сборную в знак протеста против того, что Джон Терри был лишён капитанской повязки, и его обязанности исполнял до мая 2012 года Стюарт Пирс, пока тренером не стал Рой Ходжсон. Ходжсон покинул сборную 27 июня 2016 года после поражения от сборной Исландии со счётом 1:2 в 1/8 финала чемпионата Европы во Франции. Преемником Ходжсона стал Сэм Эллардайс, однако он провёл всего один матч в качестве главного тренера сборной, после чего ушёл на фоне обвинений в коррупции. С 30 ноября 2016 года по 16 июля 2024 года главным тренером сборной был Гарет Саутгейт. С августа по декабрь 2024 года временным главным тренером сборной был Ли Карсли, а с января 2025 года сборную возглавил немецкий специалист Томас Тухель.
Лица на должности главного тренера сборной Англии по футболу зачастую подвергались нападкам со стороны прессы: в некоторых случаях журналисты не гнушались обсуждать личную жизнь тренеров. По причине высокой важности этой работы и высокой планки ожиданий от футбольных болельщиков работу тренера сборной зачастую называют «невозможной» и «невыносимой». По мнению ряда граждан Великобритании, важность работы главного тренера сборной по футболу не уступает важности деятельности Премьер-министра Великобритании.

## Деятельность

### Обязанности тренера

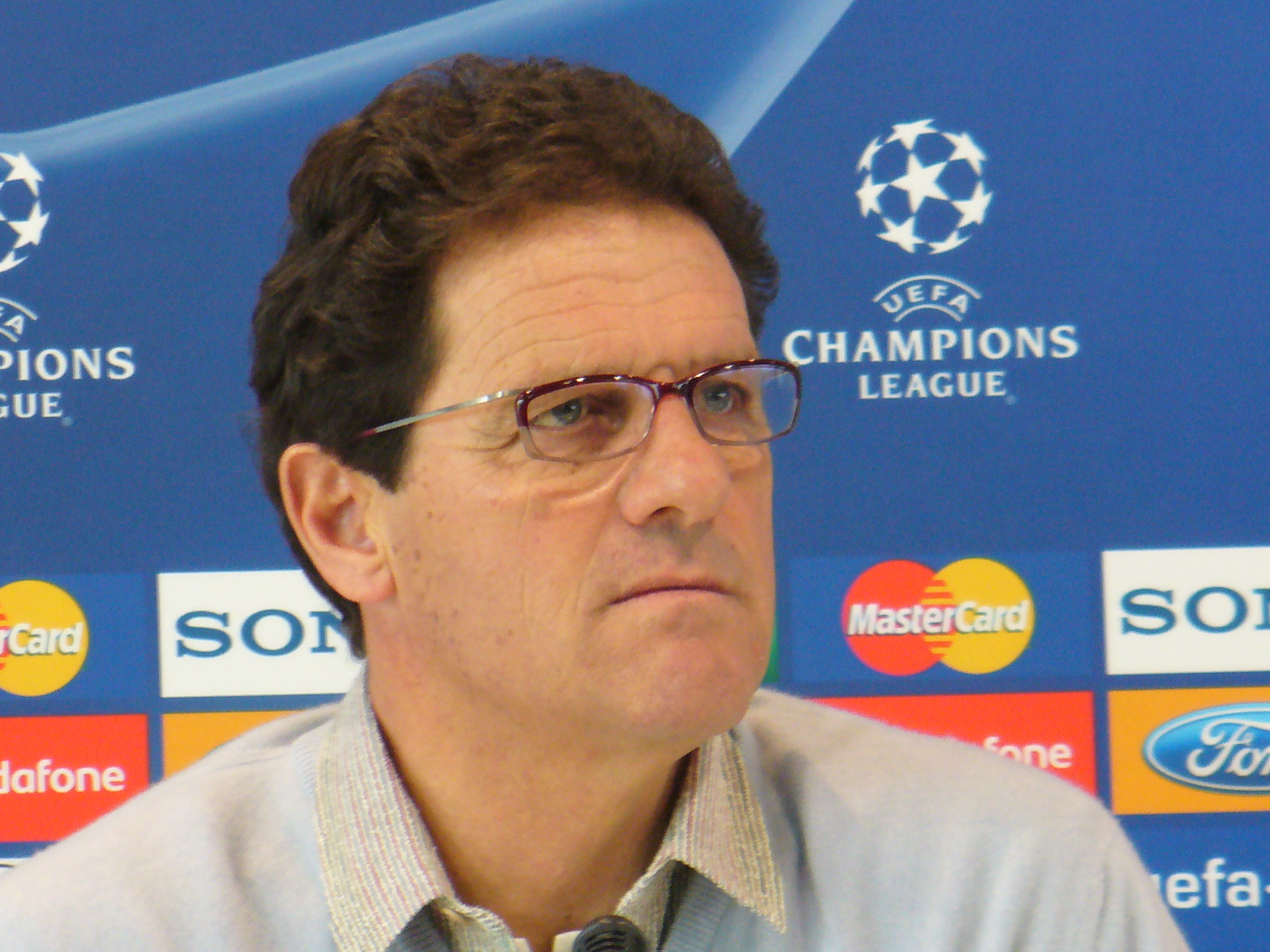
Фабио Капелло, работая в сборной Англии, пригласил только одного англичанина в тренерский штаб

Должность тренера сборной Англии по футболу предполагает, что занимающий подобную должность будет нести полную ответственность за происходящее на поле, в том числе за действия игроков. В его обязанности входят отбор игроков, выставление стартового состава, назначение капитана, определение тактики на матч, осуществление замен по ходу матча и подбор пробивающих пенальти. До 1946 года существовал Отборочный комитет, члены которого исполняли все вышеуказанные обязанности. Впрочем, на действия тренеров оказывалось влияние извне (и не только от Футбольной ассоциации Англии): в Англии, хозяйство которой было разрушено Второй мировой войной, тренеру предстояло определять также место проживания игроков (гостиницу), поля для тренировки, а также договариваться об условиях путешествия вплоть до рациона игроков.
Тренеру сборной Англии предоставляется свобода выбора в формировании тренерского штаба. Так, Фабио Капелло в 2008 году ввёл в штаб четверых итальянцев: Франко Бальдини (старший тренер), Итало Гальбьяти (помощник тренера), Франко Танкреди (тренер вратарей) и Массимо Нери (инструктор по фитнесу). Однако, чтобы не нарушать условия своего договора, по которому в тренерском штабе должен находиться хотя бы один англичанин, Капелло назначил в тренерский штаб и Стюарта Пирса, наставника молодёжной сборной Англии.
Тренер сборной Англии имеет моральное право обсуждать дела сборной, не связанные непосредственно с матчами, а также консультироваться с Футбольной ассоциацией и давать ей советы по обустройству инфраструктуры, необходимой для тренировки игроков сборной в рамках отборочных турниров. Также тренер может давать рекомендации по поводу проведения матчей: так, Капелло специально обучал на стадионе «Уэмбли» подающих мячи мальчиков быстро выбрасывать их игрокам.

### Назначение
Процесс назначения главного тренера сборной Англии осуществляется комитетом Футбольной ассоциации Англии, куда входят все члены руководства. Так, в составе комитета, назначавшего Свена-Ёран Эрикссона, были: исполнительный директор Адам Кройцер, председатель Джеффри Томпсон, вице-президент Дэйв Ричардс, президент объединения клубов Дэвид Дейн, член руководства Питер Рисдэйл и технический директор Говард Уилкинсон.
Все 15 тренеров, руководивших сборной, в прошлом были профессиональными футболистами, но из 13 англичан-тренеров только 8 провели хотя бы один матч за сборную. В сборную не призывались Уинтерботтом, Гринвуд, Уилкинсон, Грэм Тейлор и Макларен. Четыре тренера, игравших в сборной, провели относительно большое число игр за «трёх львов»: 20 игр на счету Робсона, 32 — Рамсея, 53 — Ходдла и 63 — Кигана. Рэмси и Киган были капитанами сборной, проведя в должностях капитанов 3 и 31 матч соответственно. Фабио Капелло, итальянский тренер, провёл также 32 игры за сборную Италии.

### Значение
Деятельность тренера сборной Англии считается в стране не менее важной, чем деятельность Премьер-министра, поскольку в стране, которая традиционно считается родиной футбола, очень тщательно относятся к подбору игроков и тренеров, а за сборную болеют с особым воодушевлением. Назначение и увольнение тренера является объектом обсуждения на первых полосах газет и журналов, в конторах делаются ставки на назначение тренеров, определение составов и исходы матчей с участием сборной, а во время турнира болельщики активно раскупают атрибутику сборной (во время чемпионата мира 2006 года 27 % взрослого населения раскупили флаги за месяц). Во время матчей даже прекращают свою работу большинство магазинов и офисов, а некоторые работники даже просят отпустить их пораньше, чтобы успеть к началу матча.
Деятельность тренера сборной Англии осложняется его зависимостью от тренеров клубов, которые имеют полное право отказать игрокам в праве выехать в расположение сборной. Конфликты под названием «клуб против страны» нередко происходят в стране в таком случае. В свою защиту тренеры заявляют, что игрок, которому предстоит отыграть максимум 38 игр только в чемпионате Англии, может быть вовсе не готов летом к началу крупного турнира, если таковой стартует, а Премьер-Лига не заинтересована в облегчении участи игроков, вызывающихся в сборную, и последующем уменьшении числа игр. В Англии даже произошёл скандал по поводу предложения проводить 39-й тур Премьер-Лиги вне страны. Совокупность этих факторов и ответственность тренера за результат делает его работу, по словам журналистов, «невыносимой».

## История

### Образование поста тренера сборной. Эпоха Уолтера Уинтерботтома (1946—1962)
До 1946 года руководство сборной Англии по футболу осуществляли один из представителей Футбольной ассоциации Англии и один из представителей лондонского клуба лёгкой атлетики.. В 1946 году единоличным тренером сборной Англии стал Уолтер Уинтерботтом, ранее входивший в Международный отборочный комитет Футбольной ассоциации (англ. Football Association International Selection Committee), который занимался подбором игроков. Роль Уинтерботтома, однако, тогда сводилась только к выбору стартового состава и тактики. Первая же игра Уинтерботтома в рамках Домашнего чемпионата Великобритании сезона 1946/1947 против сборной Ирландии закончилась победой англичан со счётом 7:2 (матч прошёл в Белфасте на стадионе «Виндзор Парк»). В 1950 году сборная Англии выиграла Домашний чемпионат и квалифицировалась на чемпионат мира в Бразилии, но не вышла из группы, потерпев сенсационное поражение от американцев 1:0 и затем проиграв с тем же счётом матч испанцам.
Второй грандиозной неудачей Уинтерботтома стала игра против Венгрии на «Уэмбли», в которой венгерская команда разгромила наголову англичан со счётом 6:3. Уинтерботтом говорил об этом матче: «Пресса заставляла нас думать, что мы легко победим, но я пытался объяснить, что венгры на самом деле были великой командой». Англия выиграла Домашний чемпионат в 1954 году и отправилась на чемпионат мира в Швейцарию, но снова её ждала неудача — Уругвай выиграл четвертьфинальный поединок со счётом 4:2. Англия, пройдя отборочный турнир на чемпионат мира 1958 года, вскоре потерпела ещё одну неудачу: в дополнительном матче плей-офф англичане были побеждены сборной СССР со счётом 1:0. Однако Уинтерботтом не покидал свой пост. Оставить должность главного тренера ему пришлось только после чемпионата мира 1962 года, когда англичане проиграли в четвертьфинале бразильцам, причём Уинтерботтома просто раздавила британская пресса. Он покинул свой пост спустя пять месяцев после завершения первенства мира в Чили и до сих пор остаётся рекордсменом Англии по продолжительности пребывания на посту главного тренера сборной (16 лет).

### Эпоха Альфа Рамсея (1962—1974). Победа на домашнем чемпионате мира

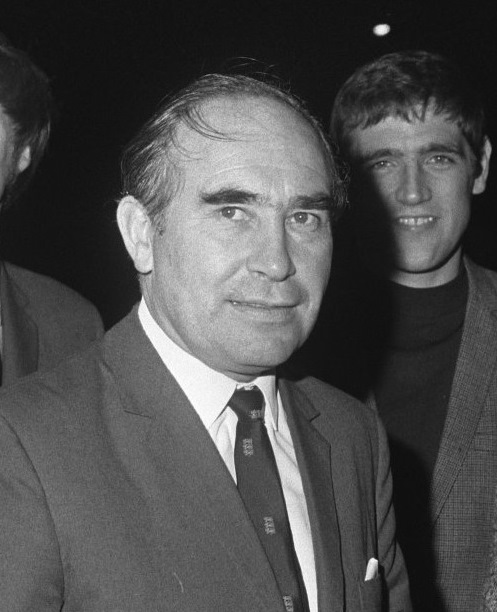
Альф Рамсей — главный тренер сборной-чемпиона мира 1966 года

Руководство сборной принял Альф Рамсей в 1962 году после ухода Уолтера Уинтерботтома. В отличие от своего предшественника, Рамсей имел опыт работы с клубами, будучи тренером «Ипсвич Таун», выигравшего чемпионат Англии в Первом дивизионе Футбольной лиги. Приступив к обязанностям, Альф Рамсей поклялся сделать всё, чтобы Англия выиграла свой следующий чемпионат мира, финальная часть которого проходила на родине футбола — в Англии. Первая же игра Рамсея закончилась конфузом: англичане проиграли Франции со счётом 5:2 на Парк де Пренс. Тем не менее, родоначальники футбола на домашнем чемпионате мира не позволяли себе подобных оплошностей: на турнире они сыграли все один раз вничью с Уругваем (0:0), после чего выиграли четыре встречи подряд и вышли в финал, где их ждала команда ФРГ. В финале англичане в овертайме вырвали победу 4:2, а Джеффри Хёрст оформил хет-трик. Рамсей выполнил данное обещание, за что в 1967 году королева Великобритании Елизавета II посвятила его в рыцари. На чемпионате Европы 1968 года, прошедшем в Италии, сборная Англии стала третьей, однако Рамсей невозмутимо заявил: «Мы чемпионы мира. Третье место — не наше настоящее место в футболе».
Чемпионы мира автоматически квалифицировались на следующий чемпионат, и Англия тем самым без отбора попала на чемпионат мира 1970 года. Перед турниром Рамсей организовал турне сборной Англии по Южной Америке, а вскоре впервые в истории включил в штаб сборной постоянного врача, доктора Нила Филлипса (англ. Neil Phillips), который участвовал в подготовке состава к турниру в Мексике. Англия на том турнире в четвертьфинале проиграла сборной Германии со счётом 3:2 в овертайме, хотя вела 2:0 после 25 минут. Роковыми решениями, повлиявшими на ход игры, стали замены нападающего Бобби Чарльтона и вратаря Мартина Питерса, за что Рамсей подвергся шквалу критики со стороны британской прессы. В четвертьфинале чемпионата Европы 1972 года, который тогда был лишь частью квалификации, а не финального турнира, Англия снова попала на Германию и опять проиграла ей по сумме двух встреч. Рамсей готовил команду в дальнейшем и к чемпионату мира 1974 года, но в матче против сборной Польши, который надо было выигрывать, ошибки в заменах привели только к ничьей 1:1, из-за чего Англия пропустила чемпионат мира. После этой неудачи в мае 1974 года Рамсей был уволен.

### Неспокойные времена (1974—1982)
Джо Мерсер был исполняющим обязанности главного тренера сборной Англии в течение 7 матчей, после чего наставником сборной Англии стал Дон Реви, заключивший контракт на 5 лет. Не прошло и года, как Англия впервые потерпела поражение под руководством Реви, но несмотря на это, он каждый раз выставлял разный стартовый состав на матчи. Его странные упражнения по физической подготовке — боулинг на ковре и гольф в закрытых помещениях — привели к развалу команды, которая не попала на чемпионат Европы 1976 года и чемпионат мира 1978 года. На «Уэмбли» сборная Нидерландов обыграла англичан со счётом 2:0, и с этого момента пресса стала критиковать активно Реви, а после игры комментаторы даже припомнили ему поражение Англии от Венгрии со счётом 6:3, которое британцы потерпели в 1953 году. Вскоре Реви объявил о своей отставке и уходе в сборную ОАЭ, покинув сборную 11 июля 1977 года и успев перед этим дать интервью Daily Mail. Реви обвиняли в подрыве репутации футбола и дисквалифицировали на 10 лет по решению Футбольной ассоциации Англии, однако после апелляции дисквалификацию заменили штрафом в две трети суммы, которую Реви получал по контракту.
В 1977 году кандидатом на пост тренера сборной был Брайан Клаф, но его кандидатуру отвергла Футбольная ассоциация, назначив Рона Гринвуда сначала на временной основе, а затем и на постоянной основе преемником Реви. Бобби Мур называл Гринвуда «энциклопедией футбола» (англ. Encyclopaedia of football), и новый наставник вывел сборную Англии на чемпионат Европы 1980 года, не проиграв ни разу в квалификации к турниру, однако команда покинула турнир уже после группового этапа. Гринвуд продолжил руководить командой в квалификации к чемпионату мира 1982 года в Испании. После поражений от Швейцарии и Румынии пошли слухи об отставке Гринвуда, которые развеяла победа над Венгрией, однако англичан ждала ещё одна неприятность в квалификации — в Осло англичане проиграли норвежцам со счётом 2:1, и даже комментатор телерадиокомпании NRK Бьёрге Лиллелиен на смеси английского и норвежского языков в порыве чувств выкрикнул, обращаясь к Маргарет Тэтчер: «Мы адски поколотили ваших мальчишек!» (англ. Your boys took a hell of a beating!). Англии нужно было добиваться как минимум ничейного результата в последнем матче против Венгрии, и только гол Пола Маринера принёс победу англичанам и поездку на чемпионат мира. В финальном турнире Англия легко выиграла первый групповой этап, справившись с Францией, Чехословакией и Кувейтом, но во втором групповом этапе две нулевые ничьи выбили Англию из дальнейшей борьбы. Англия покинула турнир, не проиграв ни единого матча. 7 июля 1982 года, спустя два дня после последнего матча англичан Гринвуд покинул пост тренера, уступив его Бобби Робсону, который назначил своим помощником Дона Хоу.

### Бобби Робсон и «Рука Бога» (1982—1990)

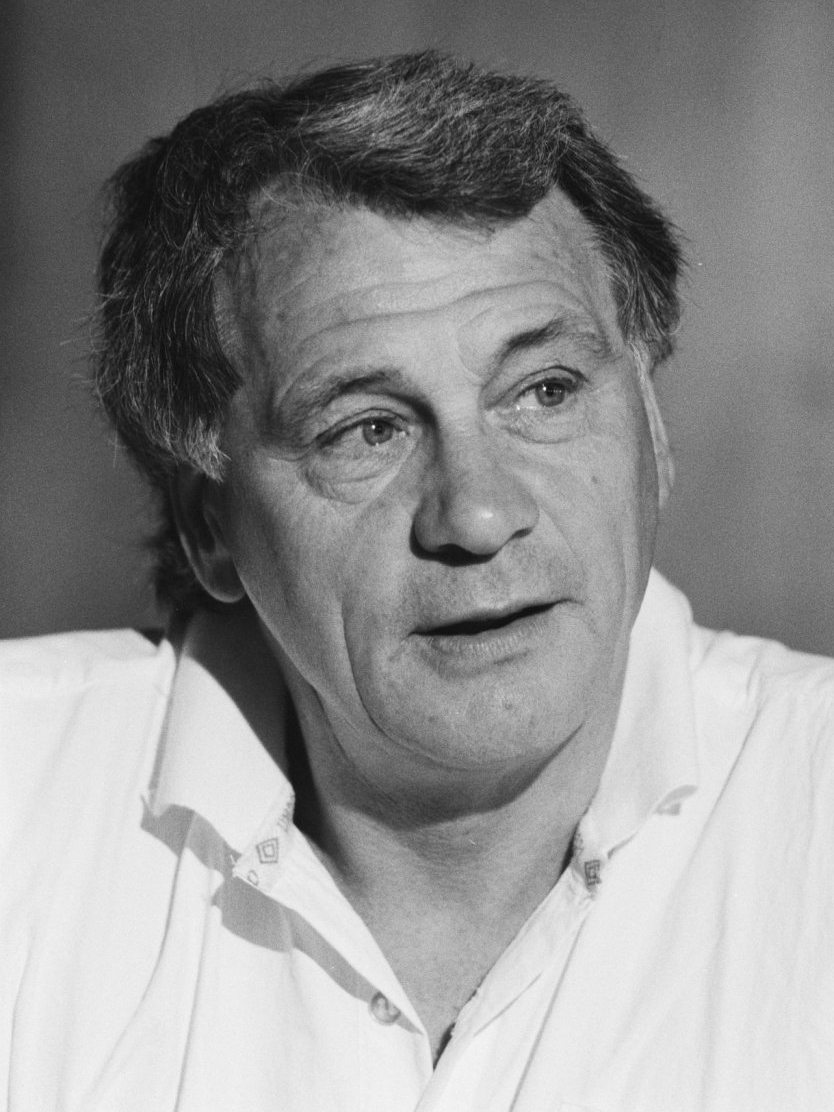
Бобби Робсон, главный тренер сборной Англии в 1982—1990 годах

Робсон провёл на посту тренера сборной 28 игр отборочных турниров к чемпионатам мира и Европы, проиграв из них всего одну игру в 1983 году сборной Дании, но именно это поражение стоило англичанам поездки на чемпионат Европы 1984 года. Робсон объявил о своей отставке, но председатель Футбольной ассоциации Берт Милличип её не принял, и Робсон продолжил руководить сборной, выведя её на чемпионат мира 1986 года. Там сборная Англии потерпела поражение в матче против Аргентины, когда Диего Марадона сначала забил скандальный гол рукой («рука Бога»), а спустя пять минут легендарный «гол столетия» (англичане ответили всего одним голом).
Англия уверенно попала на Евро-1988, потеряв всего одно очко, и отметилась в квалификации разгромом Турции со счётом 8:0, но на самом турнире англичане проиграли все три матча Ирландии, Нидерландам и СССР, причём будущим финалистам они проиграли с одинаковым счётом 1:3. Робсон стал подвергаться нападкам прессы, а после ничьи против Аравии в одной газете появилась статья с призывом «Именем Аллаха — уйди!». Робсон продолжил всё же работу со сборной, попав на чемпионат мира 1990 года.
Бобби Робсон лишился своего капитана Брайана Робсона из-за растяжения ахилла, несмотря на то, что капитан был заявлен на чемпионат мира. Тем не менее, Англия заняла 1-е место в группе, взяв 4 очка в трёх матчах, но здесь не обошлось без некоторых странностей. Англия отказалась от традиционной схемы 4-4-2, чтобы добавить в оборону последнего защитника — по слухам, это требовали игроки после первого матча против Ирландии (1:1), но Робсон это опровергал в своей автобиографии. В плей-офф англичане выбили Бельгию и Камерун, а затем в полуфинале схлестнулись с Германией. Основное время матча закончилось вничью 1:1, а в серии пенальти англичане проиграли. Робсон покинул сборную после турнира: последний раз он появился на публике в июле 2009 года незадолго до кончины от рака, выступив на турнире за приз своего собственного имени. В том турнире участвовали ветераны 1990-х годов, отдавая память легендарному игроку и тренеру, а все доходы направлялись в фонд по борьбе с онкологическими заболеваниями.

### Очередная эпоха скандалов (1990—2001)
Преемником Робсона, объявившего о своём уходе ещё перед чемпионатом мира, стал Грэм Тейлор, и это решение одобрила Футбольная ассоциация Англии в апреле 1990 года. Тейлор вывел сборную на чемпионат Европы 1992 года, но там сборной не удалось выйти из группы: команда проиграла Швеции со счётом 1:2, и газеты вышли с заголовками «Шведы — Репы — 2:1» (англ. Swedes 2 Turnips 1), обозвав Тейлора ещё и «репоголовым» (англ. Turnip Head) и пририсовав ещё ему вместо головы репу. Однако неприятности Тейлора не закончились на этом: Англия в отборочном турнире 1994 года проиграла Нидерландам решающую игру за выход на чемпионат мира и осталась без чемпионата мира в третий раз в своей истории. Отборочный турнир был позднее показан в одном из документальных фильмов на телевидении, и в фильм попала ещё и фраза Тейлора «Мне это совсем не нравится» (англ. Do I not like that), сказанная после поражения в игре с Польшей, которое также стало одной из причин непопадания сборной Англии.

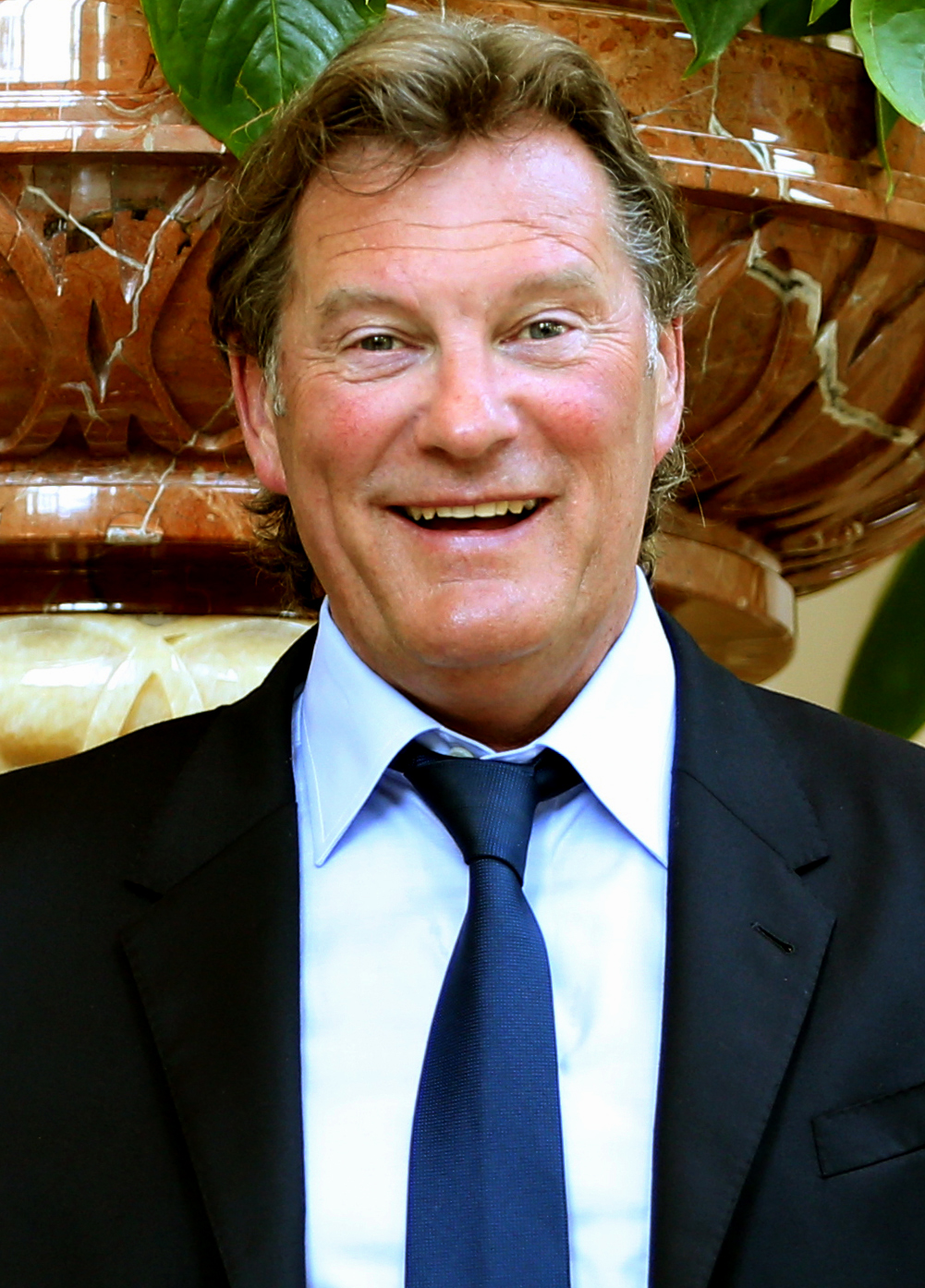
Глен Ходдл, тренер сборной Англии в 1996—1998 годах

После отставки Тейлора тренером сборной Англии стал Терри Венейблз. Англия готовилась к домашнему чемпионату Европы, и поэтому в течение двух лет англичане проводили товарищеские матчи. В январе 1996 года Венейблз объявил о грядущей отставке после окончания Евро, но при этом он довёл англичан до полуфинала чемпионата Европы и бронзовых медалей — высшего достижения родоначальников футбола на чемпионате Европы. На том турнире англичане проиграли по пенальти будущим чемпионам, немцам. Преемником Венейблза стал Гленн Ходдл, который для подготовки сборной привлёк к делу и известную в Англии целительницу верой Эйлин Дрюри (англ. Eileen Drewery), которая когда-то помогла Ходдлу залечить травму, полученную им на заре карьеры. Дрюри должна была помочь команде преодолеть психологический барьер и защититься от необоснованной критики. Ходдл уверял всех, что Дрюри является лишь его психологом, но перед чемпионатом мира 1998 года пресса распустила слухи, что именно целительница повлияла на выбор Ходдлом состава для поездки во Францию. Англия выбыла на стадии 1/8 финала, потерпев опять поражение по пенальти и уже от Аргентины.
Ходдл в своём дневнике опубликовал свою версию событий на чемпионате мира и опять вызвал на себя огонь прессы. Репортёр газеты The Times Мэтт Дикинсон (англ. Matt Dickinson) в интервью рассказал, что причиной всех неудач на посту тренера сборной Ходдл считал грехи, якобы совершённые им в прошлой жизни. К обвинениям прессы примкнули министр спорта Тони Бэнкс и премьер-министр Тони Блэр. Ходдл отказался уходить в отставку и заявил, что его слова переврали и вырвали из речи, в которой он говорил о помощи инвалидам. Несмотря на отговорки, Ходдл был уволен из сборной Англии по решению Футбольной ассоциации, чему были особенно рады и представители инвалидов Великобритании.
Исполняющим обязанности главного тренера в течение двух матчей был Говард Уилкинсон, а в феврале 1999 года тренером стал Кевин Киган, который изначально совмещал свои обязанности с постом главного тренера «Фулхэма» до мая 1999 года. Англия вышла на Евро-2000, победив Шотландию в стыковых матчах, но на турнире не преодолела групповой этап, обыграв только действовавших чемпионов Европы — немцев — со счётом 1:0 благодаря голу Алана Ширера и проиграв Румынии и Португалии с одинаковым счётом 3:2. Отборочный турнир чемпионата мира 2002 года в зоне УЕФА для англичан начался неудачно: в последнем матче на старом «Уэмбли» Дитмар Хаманн забил единственный гол в матче и нанёс поражение англичанам, что привело и к отставке Кигана. Киган объявил о своей отставке в подтрибунных помещениях Уэмбли сразу же после матча, пока болельщики освистывали игроков. Чиновникам он заявил, что тактически чувствовал себя не готовым к работе со сборной. И снова исполняющим обязанности стал Говард Уилкинсон на одну игру, затем его сменил Питер Тейлор (руководил в матче против Италии, который англичане проиграли).

### Эпоха Свена-Ёрана Эрикссона (2002—2006)

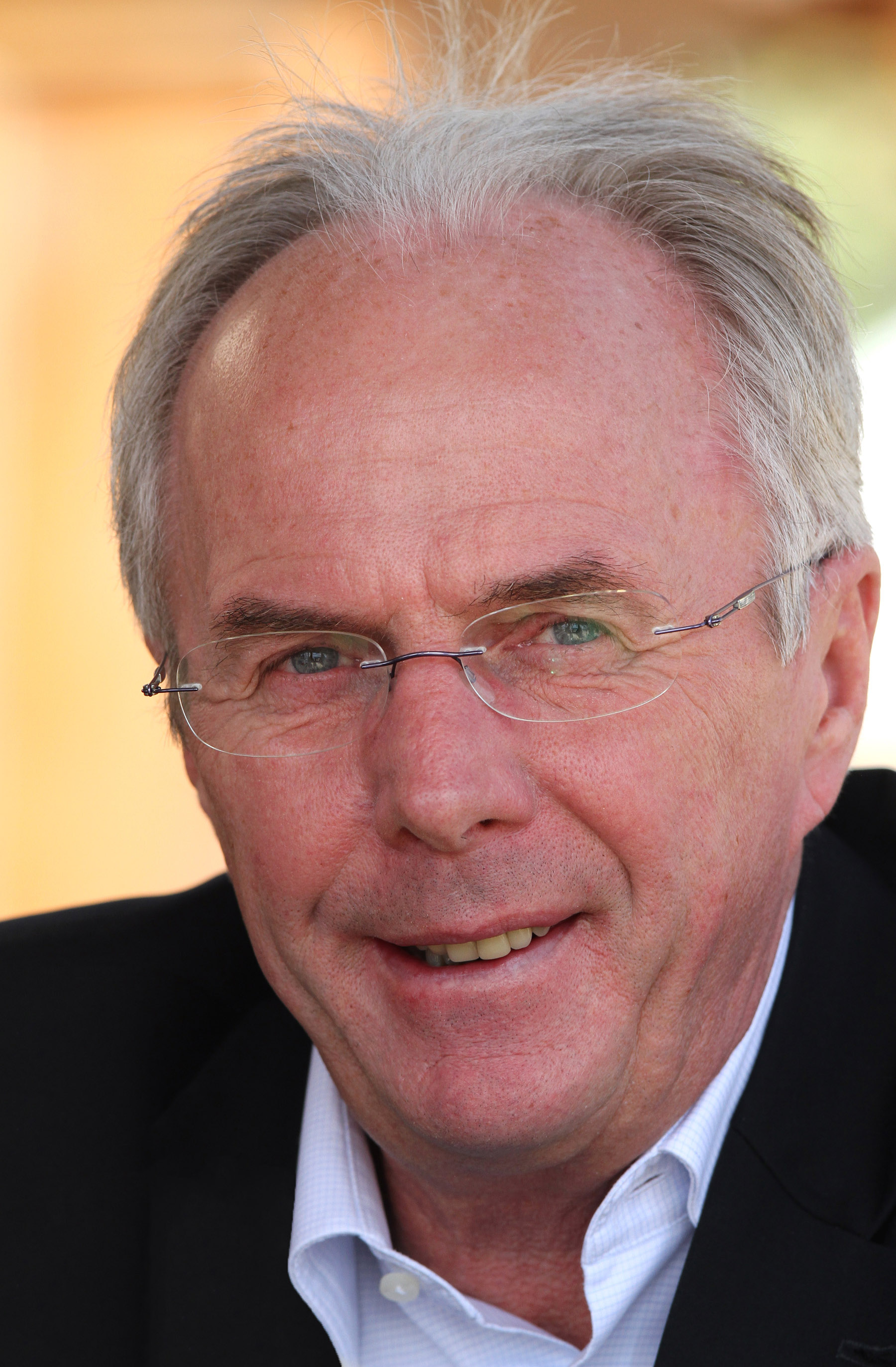
Свен-Ёран Эрикссон, первый иностранный тренер сборной Англии (2001—2006)

Следующим тренером сборной стал Свен-Ёран Эрикссон, известный шведский футбольный тренер, который добивался успехов с португальскими и итальянскими клубами, а также дважды выигрывал Кубок УЕФА. Футбольная ассоциация Англии изначально высказывала своё ярое недовольство тем, что английской сборной руководит иностранец, однако Эрикссон вывел Англию на первое место в группе: в матче против Греции Дэвид Бекхэм сравнял счёт на последней минуте и вывел англичан на мундиаль, а в матче против Германии Майкл Оуэн оформил хет-трик и принёс итоговую победу 5:1, позволив взять реванш за прошлогодней давности. Англия на чемпионате мира вышла в четвертьфинал, где проиграла Бразилии: Роналдиньо забил с большого расстояния гол зазевавшемуся Дэвиду Симену, а Эрикссон даже не попытался поддержать команду, сохраняя внешнее безразличие. За это Эрикссона стала снова критиковать пресса, а бывший игрок сборной Гарет Саутгейт и вовсе заявил, что сборной нужен был для поддержки Уинстон Черчилль, а достался почему-то Иан Дункан Смит.
Эрикссон вывел сборную Англии на Евро-2004, но снова команде преградили путь в четвертьфинале, и снова исход решился в серии пенальти. Команда Португалии благодаря стараниям вратаря Рикарду Перейры и промаху Дэвида Бекхэма одолела англичан. Неприятности на этом не закончились: в отборочном турнире к чемпионату мира в Германии англичане проиграли Северной Ирландии в Белфасте 1:0, и фанаты стали распевать на трибунах песню «Гоните шведа» (англ. Sack the Swede), возмущаясь тем, что Эрикссон вообще не показывал никаких эмоций, а его помощник Стив Макларен хотя бы пытался их проявлять. В конце концов, в январе 2006 года было объявлено об уходе Эрикссона после чемпионата мира 2006 года. Итог турнира оказался точно таким же, как и на Евро-2004: в четвертьфинале Англия проиграла Португалии по пенальти. В июле 2006 года Свен-Ёран Эрикссон покинул свой пост, и пошли разговоры о назначении его последнего визави — Луиса Фелипе Сколари, однако последний отклонил предложение. Преемником стал помощник Эрикссона, Стив Макларен.

### Невезучий Стив Макларен (2006—2007)
Помощник Эрикссона, Стив Макларен, не оправдал ожиданий болельщиков и был уволен, не проработав и двух лет. Англия, которая при жеребьёвке квалификации Евро-2008 была в первой корзине, в итоге не попала впервые с 1980 года на чемпионат Европы, став единственной такой сборной из первой корзины. Осенью 2007 года Англия, которая до этого выиграла пять встреч подряд со счётом 3:0, неожиданно проиграла ключевые встречи против России (1:2) в Москве и Хорватии (2:3) в Лондоне, причём в последней игре англичанам нужна была хотя бы ничья для выхода на турнир. Пресса вылила поток грязи на Макларена не только по причине сделанных по ходу матчей ошибок, но и по поводу его неадекватного поведения: после игры с Россией в Москве он повёл себя крайне неадекватно, свалив вину на судей и отказавшись давать интервью российским журналистам. По мнению Алана Хансена, Макларен был виноват прежде всего в том, что провалился в отборочном турнире, несмотря на такой звёздный состав. Макларена уволили сразу же после поражения от Хорватии, а его преемником в декабре стал Фабио Капелло.

### Эпоха Фабио Капелло (2008—2012)
Капелло, ставший тренером Англии, уверенно занял со сборной первое место в группе, выиграв 9 из 10 матчей в отборочном турнире. Но в финальном турнире Англия опять выступила неудачно: сначала были зафиксированы ничьи в матчах с США (1:1) и Алжиром (0:0), затем Англия с трудом обыграла Словению (1:0) и уже в 1/8 финала была без шансов разбита немцами (4:1), хотя отчасти тому способствовал не засчитанный арбитром гол англичан, забитый при счёте 2:1. Капелло был обвинён в неправильном выборе игроков и тактических ошибках, но Футбольная ассоциация 2 июля 2010 оставила его на посту тренера как минимум до 2012 года, хотя сам итальянец хотел завершить карьеру после Евро-2012.
15 августа 2010 представитель Футбольной ассоциации Англии Эдриан Бевингтон (англ. Adrian Bevington) в интервью BBC заявил, что хотел бы увидеть следующим наставником сборной именно англичанина, а 22 сентября директор отдела по развитию футбола Тревор Брукинг сказал, что необходимо дождаться, пока кто-то из английских специалистов станет свободным для этой должности. Англия вышла на Евро-2012, обойдя Черногорию с большим очковым запасом, но в феврале 2012 года грянул ещё один скандал: Джон Терри за своё аморальное поведение и скандал по поводу встреч с женой Уэйна Бриджа был лишён капитанской повязки, и Капелло в знак протеста против такого решения покинул сборную, предоставив руководство ей своему помощнику Стюарту Пирсу.

### Эпоха Роя Ходжсона (2012—2016)

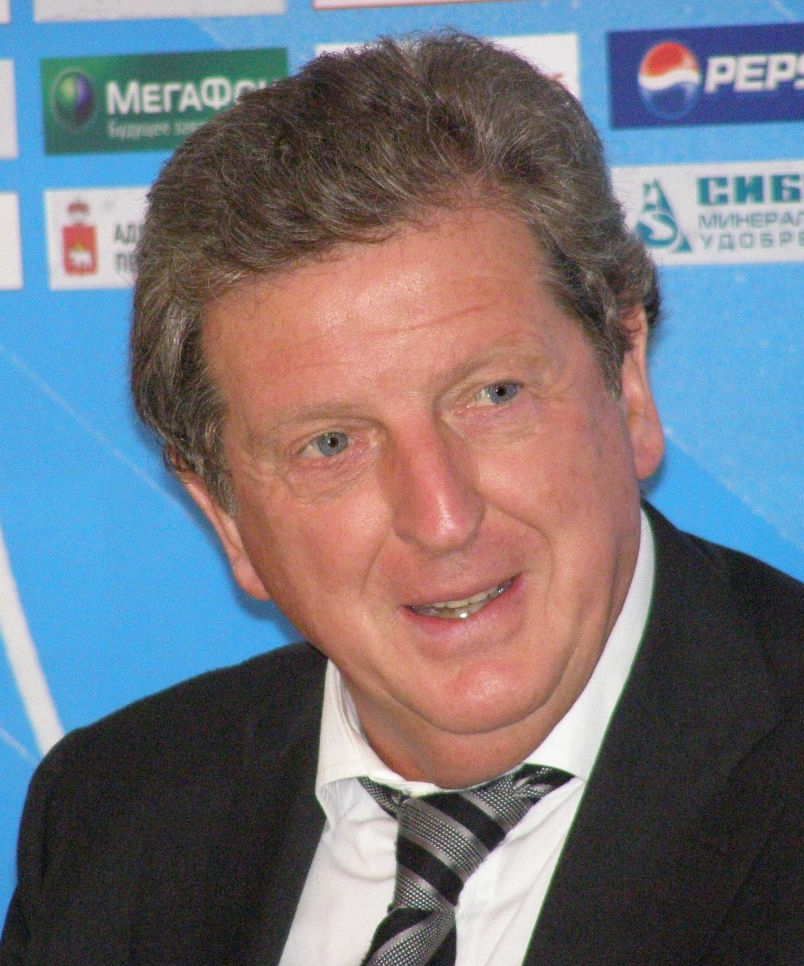
Рой Ходжсон, участвовавший со сборной в трёх турнирах

В марте 2012 года команда Стюарта Пирса проиграла голландцам 3:2 на «Уэмбли». 1 мая 2012 тренером сборной стал Рой Ходжсон, руководивший тогда клубом «Вест Бромвич Альбион», заключив контракт на 4 года. Англичане в товарищеских играх обыграли дважды со счётом 1:0 сначала Норвегию, а потом Бельгию в рамках подготовки к турниру. Базой сборной был выбран польский город Краков, но играть пришлось матчи на Украине: сначала в Донецке была зафиксирована ничья 1:1, затем были побеждены Швеция и Украина. В четвертьфинале с Италией основное время и овертайм завершились вничью, а Англия проиграла опять по пенальти со счётом 4:2. Ходжсон после матча заявил, что выбывания Англии из борьбы или вовсе непопадание на крупные турниры стало уже навязчивой идеей для всей страны.
Англия с Ходжсоном попала на чемпионат мира 2014 года в Бразилии, когда в октябре 2013 года была одержана победа над Польшей, и англичане стали недосягаемы для своих ближайших преследователей. Но в финальном турнире Англия проиграла Италии и Уругваю со счётом 2:1, впервые с 1950 года потерпев два поражения на групповом этапе, а в третьей игре добилась только нулевой ничьи с Коста-Рикой. Более того, впервые с 1958 года Англия не преодолела групповой этап, не выиграла ни одного матча и набрала меньше всего очков на групповой стадии чемпионатов мира..
5 сентября 2015 года Англия оформила досрочный выход на чемпионат Европы во Франции благодаря победе над Сан-Марино со счётом 6:0. В финальном этапе Англия попала в группу с Россией, Уэльсом и Словакией, откуда вышла со 2-го места, одержав победу над Уэльсом и сыграв вничью с Россией и Словакией. В 1/8 финала Англия сенсационно проиграла Исландии 1:2, и 27 июня после поражения Ходжсон был отправлен в отставку.

### Эллардайс и Саутгейт (2016—2024)
22 июля 2016 года тренером сборной Англии был назначен Сэм Эллардайс, подписавший контракт на два года. Однако спустя 67 дней разразился скандал: газета «The Daily Telegraph» опубликовала видео, на котором Эллардайс обсуждает с некими людьми возможность обхода клубами запретов на регистрацию новых игроков и нелицеприятно высказывается в адрес Роя Ходжсона. Эллардайса обвинили в коррупции, и он вынужден был уйти в отставку. Бывший игрок сборной Англии Гарет Саутгейт, руководивший молодёжкой, был временно назначен тренером сборной Англии. В этом статусе он руководил сборной в течение четырёх матчей: Англия одержала две победы и сыграла вничью в рамках отбора на чемпионат мира 2018 года, а также свела вничью товарищеский матч с Испанией. 30 ноября 2016 года Саутгейт был назначен тренером сборной Англии на постоянной основе.
Под руководством Саутгейта сборная впервые с 1990 года вышла в полуфинал чемпионата мира в 2018 году, заняв 4-е место и прервав начавшуюся в 1996 году «чёрную серию» поражений в серии пенальти в матчах плей-офф. Также Англия вышла в финальный розыгрыш Лиги наций УЕФА 2018/2019, заняв там 3-е место.

## Пресса и тренеры
Отношение британских средств массовой информации (прессы, телеканалов, радиостанций) к тренеру сборной Англии по футболу, как правило, отражает изменчивую натуру британских средств массовой информации в целом. Неоднократно тренеры подвергались обильной критике со стороны прессы не только за свои просчёты во время матчей и турниров: журналисты не гнушались обсуждать личную жизнь наставников «трёх львов».

### Нападки на отдельных личностей
О нападках прессы на тренеров, которые считались виновными в неудачах команды, с требованиями изменить тактику и стратегию или вообще подать в отставку, было известно давно. Однако апофеоз антитренерской агрессии прессы пришёлся на время работы Грэма Тейлора: пресса опубликовала огромное количество карикатур, что вынудило его уйти в отставку. Газета The Sun, возмущаясь поражением сборной Англии от Швеции со счётом 1:2 на чемпионате Европы 1992 года, опубликовала обидную карикатуру под названием «Шведы — Репа — 2:1», поместив огромный кусок репы на фотографию Тейлора и опубликовав подобное изображение на первой полосе. Тейлора после этого в СМИ стали часто обзывать «репой», но это было не единственное обидное сравнение Тейлора с овощами — в первом же товарищеском матче после чемпионата Европы Англия проиграла Испании 0:1, и газета The Sun опубликовала карикатуру, представив Тейлора в форме луковицы и подписав «испанский лук». После отставки Тейлора на первых полосах The Sun опубликовала статью «That’s yer allotment» (англ. Вот твой надел!).
Нападкам подвергались и последующие тренеры. В 2007 году «козлом отпущения» стал Стив Макларен: после того, как Англия в борьбе за выход на Евро-2008 проиграла своим прямым конкурентам в лице России и Хорватии, абсолютно вся английская пресса обрушилась с нападками на Макларена, предъявив ему обвинения от провального матча до подрыва репутации всего футбола в Англии и потребовав от того немедленно уйти в отставку (Макларен так и не выполнил это требование, проведя отборочный турнир до конца и покинув пост только после окончательного выбывания Англии из борьбы за место на Евро). Отчасти такое поведение прессы было обосновано неадекватной реакцией Макларена на пресс-конференциях, который не признавал свою вину в поражениях и пытался свалить вину на арбитров или газон. После того, как тренером стал Рой Ходжсон, The Sun, издевательски пародируя его манеру речи, опубликовала статью «Мы пйиедем на Евуо!» (англ. Bwing on the Euwos). Футбольная ассоциация Англии назвала такое поведение газеты оскорбительным и неприемлемым, и более 100 человек даже подали жалобу на редакцию The Sun в специальную комиссию по делам прессы.

### Поведение тренеров
Глен Ходдл привлекал внимание прессы к себе по двум поводам. Первый повод — целительница верой Эйлин Дрюри, которой Ходдл очень доверял и даже назначил её психологом в штабе сборной Англии; Ходдл заставлял игроков посещать сеансы у Дрюри даже вопреки собственным желаниям футболистов. Второй повод — высказывания Ходдла по поводу лиц с ограниченными возможностями:

У вас, как и у меня — по две руки, две ноги и наполовину приличные мозги. Кто-то по какой-то причине это при рождении не получил. Карма может сработать и в другой жизни. Мне скрывать нечего, я имею в виду не только людей с ограниченными возможностями. Что посеешь, то и пожнёшь.
Оригинальный текст (англ.)You and I have been physically given two hands and two legs and half-decent brains. Some people have not been born like that for a reason. The karma is working from another lifetime. I have nothing to hide about that. It is not only people with disabilities. What you sow, you have to reap.

Заявления Ходдла вызвали большой общественный резонанс: в одном из опросов BBC 90 % опрошенных потребовали от Ходдла подать в отставку, поскольку его высказывания содержали оскорбительные заявления в адрес инвалидов. Часть поддержавших Ходдла заявила, что его увольняют, нарушив его право на свободу слова и мысли, и даже обвинили инициаторов отставки в дискриминации на религиозной почве.

### Личная жизнь
Достаточно часто пресса писала о личной жизни Свена-Ёрана Эрикссона: так, ему приписывали романы с телеведущей Ульрикой Йонссон, секретарём Футбольной ассоциации Англии Фарией Элам и звездой реалити-шоу «Big Brother» Нэнси Делль Олио. В действительности у Эрикссона есть двое детей (Йохан и Лина), матерью которых является Анки Эрикссон-Грейвс, давняя подруга Эрикссона. Свен-Ёран постоянно утверждал, что его личная жизнь не касается прессы, хотя в 2002 и 2004 годах эта тема активно муссировалась прессой.

### Кампании
СМИ неоднократно запускали кампании по отстранению тренера от работы со сборной. Характерной чертой таких кампаний были газетные заголовки с игрой слов, но читавшимися отчётливо жёсткими требованиями: «Последнее РОНдеву» (англ. The final ron-devouz), «Именем Аллаха — уходи» (англ. In the Name of Allah Go), «Норвежский навоз» (англ. Norse Manure) и «Блэр показал красную карточку Ходдлу» (англ. Blair Gives Hoddle The Red Card) — подобные заголовки выходили с призывами отправить в отставку Рона Гринвуда, Бобби Робсона, Грэма Тейлора и Глена Ходдла. Несколько скандалов пережил и Свен-Ёран Эрикссон, однако его терпение закончилось после того, как его интервью тайно записал один репортёр: Эрикссон заявил, что уйдёт из сборной, если она выиграет чемпионат мира. Скандал закончился тем, что Эрикссон действительно ушёл из сборной, но она покинула турнир уже на стадии четвертьфинала.
Кампании, однако, давали и обратный эффект. Бывший исполнительный директор Футбольной ассоциации Англии Грэм Келли организовал кампанию за отставку Бобби Робсона в 1984 году при поддержке газеты The Sun. Однако Робсон проработал до 1990 года, пока не покинул сборную после чемпионата мира. К тому моменту желающих добиться от Робсона отставки практически не осталось, однако вмешался внезапно председатель Футбольной ассоциации Берт Милличип. Он поставил ультиматум Робсону: или тот выиграет чемпионат мира, или уйдёт из сборной. Робсон в итоге ушёл работать в ПСВ. По мнению Келли, Милличип не должен был так поступать. В некоторых случаях пресса пыталась добиться назначения какого-то конкретного человека: ранее освистанного Терри Венейблса уговаривали вернуться в 2000 году. Но ещё раньше, во время работы Робсона журналисты постоянно вели в СМИ кампанию за назначение на пост тренера «трёх львов» Брайана Клафа, тренера «Ноттингем Форест». Робсон заявил Берту Милличипу, что не возражает против назначения Клафа, хотя тот так и не возглавил сборную Англии:

У меня трудные времена, а все хотят Брайана — так дайте ему поработать. Если справится, все будут довольны. Если провалится, то тогда конец его работе. Он, конечно, кому-то бока намнёт и руководству мозги промоет, но я думаю, он был бы хорошим тренером сборной Англии. Он умеет судить об игроках, может создать команду и станет отличным мотиватором.
Оригинальный текст (англ.)I'm having a rough time and everybody wants Brian – give the job to him. If he's successful, everybody's happy. If he fails, that's the end of the clamour for Brian Clough to be England manager. He would have ruffled a few feathers and disturbed the corridors of power but I think he would have been a good England manager. He had good judgement, knew how to design a team and was a great motivator.

Одним из главных объектов насмешек СМИ за всю историю сборной Англии стал Стив Макларен, которого пресса критиковала с каждым следующим матчем всё сильнее и сильнее. Футбольный журнал When Saturday Comes в январе 2008 года писал, что последний месяц работы Макларена в сборной стал «безжалостным и беспощадным», а после проигранных решающих матчей квалификации к Евро-2008 самым мягким заголовком прессы стал заголовок газеты «The Times» под названием «Поражение: Макларен должен уйти» (англ. Fail and McClaren has to go). В дни, когда англичанам трудно было выбрать кандидата на должность тренера сборной, СМИ упражнялись в остроумии и постоянно пародировали эти поиски. В октябре 2000 года газета «The Sun» в шутку стала продвигать в тренеры сборной обычного осла.

## Список тренеров
В списке приведены все главные тренеры сборной Англии по футболу, статистика матчей, в которых они руководили сборной, и достижения на чемпионатах мира и Европы.
Приведённые данные актуальны по состоянию на 24 марта 2025 года
| Фото | Тренер                   | Страна   | Годы работы  | Игры | В  | Н  | П  | % побед | Турниры | Ист.    |
| ---- | ------------------------ | -------- | ------------ | ---- | -- | -- | -- | ------- | --- | ------- |
|      | Уолтер Уинтерботтом      | Англия   | 1946—1962    | 139  | 78 | 33 | 28 | 056,12  | Чемпионат мира 1950 — групповой этап Чемпионат мира 1954 — четвертьфинал Чемпионат мира 1958 — дополнительный плей-офф Чемпионат мира 1962 — четвертьфинал                                                                               | [ 147 ] |
|      | Альф Рамсей              | Англия   | 1963—1974    | 113  | 69 | 27 | 17 | 061,06  | Чемпионат Европы 1964 — не квалифицировались Чемпионат мира 1966 — чемпион Чемпионат Европы 1968 — 3-е место Чемпионат мира 1970 — четвертьфинал Чемпионат Европы 1972 — не квалифицировались Чемпионат мира 1974 — не квалифицировались | [ 148 ] |
|      | Джо Мерсер (и. о.)       | Англия   | 1974         | 7    | 3  | 3  | 1  | 042,86  | | [ 149 ] |
|      | Дон Реви                 | Англия   | 1974—1977    | 29   | 14 | 8  | 7  | 048,28  | Чемпионат Европы 1976 — не квалифицировались | [ 150 ] |
|      | Рон Гринвуд              | Англия   | 1977—1982    | 55   | 33 | 12 | 10 | 060,00  | Чемпионат мира 1978 — не квалифицировались Чемпионат Европы 1980 — групповой этап Чемпионат мира 1982 — второй раунд | [ 151 ] |
|      | Бобби Робсон             | Англия   | 1982—1990    | 95   | 47 | 30 | 18 | 049,47  | Чемпионат Европы 1984 — не квалифицировались Чемпионат мира 1986 — четвертьфинал Чемпионат Европы 1988 — групповой этап Чемпионат мира 1990 — 4-е место                                                                                  | [ 152 ] |
|      | Грэм Тейлор              | Англия   | 1990—1993    | 38   | 18 | 13 | 7  | 047,37  | Чемпионат Европы 1992 — групповой этап Чемпионат мира 1994 — не квалифицировались | [ 153 ] |
|      | Терри Венейблс           | Англия   | 1994—1996    | 23   | 11 | 11 | 1  | 047,83  | Чемпионат Европы 1996 — полуфинал | [ 154 ] |
|      | Гленн Ходдл              | Англия   | 1996—1999    | 28   | 17 | 6  | 5  | 060,71  | Чемпионат мира 1998 — 1/8 финала | [ 155 ] |
|      | Говард Уилкинсон (и. о.) | Англия   | 1999         | 1    | 0  | 0  | 1  | 000,00  | | [ 156 ] |
|      | Кевин Киган              | Англия   | 1999—2000    | 18   | 7  | 7  | 4  | 038,89  | Чемпионат Европы 2000 — групповой этап | [ 157 ] |
|      | Говард Уилкинсон (и. о.) | Англия   | 2000         | 1    | 0  | 1  | 0  | 000,00  | | [ 156 ] |
|      | Питер Тейлор (и. о.)     | Англия   | 2000         | 1    | 0  | 0  | 1  | 000,00  | | [ 158 ] |
|      | Свен-Ёран Эрикссон       | Швеция   | 2001—2006    | 67   | 40 | 17 | 10 | 059,70  | Чемпионат мира 2002 — четвертьфинал Чемпионат Европы 2004 — четвертьфинал Чемпионат мира 2006 — четвертьфинал | [ 159 ] |
|      | Стив Макларен            | Англия   | 2006—2007    | 18   | 9  | 4  | 5  | 050,00  | Чемпионат Европы 2008 — не квалифицировались | [ 160 ] |
|      | Фабио Капелло            | Италия   | 2008—2012    | 42   | 28 | 8  | 6  | 066,67  | Чемпионат мира 2010 — 1/8 финала | [ 161 ] |
|      | Стюарт Пирс (и. о.)      | Англия   | 2012         | 1    | 0  | 0  | 1  | 000,00  | | [ 162 ] |
|      | Рой Ходжсон              | Англия   | 2012—2016    | 56   | 33 | 15 | 8  | 058,93  | Чемпионат Европы 2012 — четвертьфинал Чемпионат мира 2014 — групповой этап Чемпионат Европы 2016 — 1/8 финала | [ 163 ] |
|      | Сэм Эллардайс            | Англия   | 2016         | 1    | 1  | 0  | 0  | 100,0   | | [ 164 ] |
|      | Гарет Саутгейт           | Англия   | 2016—2024    | 102  | 61 | 24 | 17 | 059,80  | Чемпионат мира 2018 — 4-е место Лига наций УЕФА 2019 — 3-е место Чемпионат Европы 2020 — 2-е место Чемпионат мира 2022 — четвертьфинал Чемпионат Европы 2024 — 2-е место                                                                 | [ 165 ] |
|      | Ли Карсли (врем.)        | Ирландия | 2024         | 4    | 3  | 0  | 1  | 075,00  | | [ 166 ] |
|      | Томас Тухель             | Германия | 2025 — н. в. | 2    | 2  | 0  | 0  | 100,00  | | [ 167 ] |

1. ↑  Гражданство главного тренера.
2. ↑  Процент побед округляется до сотых (два знака после запятой).
3. ↑  Официальные турниры под эгидой ФИФА и УЕФА, в которых принимала участие сборная Англии.
4. ↑  Без учёта отменённого матча 15 февраля 1995 года против сборной Ирландии.
5. ↑  До 30 ноября 2016 года был исполняющим обязанности главного тренера сборной Англии.
6. ↑  Временный главный тренер с 9 августа по 17 ноября 2024 года.